# Beilschmiedia berteroana
Beilschmiedia berteroana är en lagerväxtart som först beskrevs av C. Gay, och fick sitt nu gällande namn av André Joseph Guillaume Henri Kostermans. Beilschmiedia berteroana ingår i släktet Beilschmiedia och familjen lagerväxter. Inga underarter finns listade i Catalogue of Life.